# 6449 Kudara
A 6449 Kudara (ideiglenes jelöléssel 1991 CL1) a Naprendszer kisbolygóövében található aszteroida. Tsutomu Seki fedezte fel 1991. február 7-én.